# Estación de Palacio de Congresos
Palacio de Congresos es un apeadero de la línea C-4 de Cercanías Sevilla ubicado en el municipio de Sevilla, en el barrio de Sevilla Este, avenida Alcalde Luis Uruñuela. Situado en la línea de circunvalación ferroviaria de Sevilla. Esta estación fue la primera por la que empezaron a circular los trenes Civia 463 que se incorporaron al parque móvil de este núcleo. Actualmente este servicio se realiza con trenes Civia de la serie 464 y serie 465. Los trenes pasan cada 30 minutos a lo largo del día desde las 6 de la mañana hasta las 10 y media de la noche.

## Situación ferroviaria
La estación forma parte de la línea de ancho ibérico Bif. Tamarguillo-La Salud, punto kilométrico 2,6.

## Servicios ferroviarios

### Cercanías
| procedencia/destino | < estación          | Línea | estación >        | destino/procedencia |
| ------------------- | ------------------- | ----- | ----------------- | ------------------- |
| Circular            | Sevilla-Santa Justa |       | Padre Pío-Palmete | Circular            |